# Sanremo 2003 (compilation)
Sanremo 2003 è un album compilation pubblicato nel marzo 2003 dall'etichetta discografica Warner Music Italy.
I primi 10 brani hanno partecipato al Festival di Sanremo 2003 nella sezione "Campioni", mentre gli altri 8 sono stati in concorso nel gruppo dei "Giovani".

## Tracce
1. Alexia - Per dire di no
2. Syria - L'amore è
3. Cristiano De André - Un giorno nuovo
4. Anna Oxa - Cambierò
5. Enrico Ruggeri e Andrea Mirò - Nessuno tocchi Caino
6. Lisa - Oceano
7. Luca Barbarossa - Fortuna
8. Giuni Russo - Morirò d'amore
9. Nino D'Angelo - 'A storia 'e nisciuno
10. Silvia Salemi - Nel cuore delle donne
11. Daniela Pedali - Vorrei
12. Daniele Stefani - Chiaraluna
13. Maria Pia & SuperZoo - Tre fragole
14. Zurawski - Lei che
15. Dolcenera - Siamo tutti là fuori
16. Marco Fasano - E già...
17. Alina - Un piccolo amore
18. Elsa Lila - Valeria